# アレクサンダル・シュシュニャル (1995年生のサッカー選手)
アレクサンダル・シュシュニャル（セルビア語: Aleksandar Šušnjar, Александар Шушњар、1995年8月19日 - ）は、オーストラリアとセルビアのサッカー選手。オーストラリア代表。ポジションはDF。
Kリーグ時代の登録名はシュシュニャル（ハングル: 수신야르）。

## クラブ歴
パース生まれ。13歳の時に父に「セルビアに渡ってキャリアを築く気はないか」と問われ、「ダメだったらいつでも戻って来れる」との考えで渡欧。時差に悩まされながらもオーストラリアの通信教育を受けつつ、セルビアでサッカーをしていた。
2013年にFKラド・ベオグラードの下部組織から、AリーガのFKエクラナス・パネヴェジースに加入し選手となった。しかし翌年にクラブが解散したため、FCボトシャニに移籍したが出場機会は無かった。2015年7月にオーストラリアに戻りパースSCに加入。翌月にFKドニ・スレムに移籍、2016年2月にFKリエタヴァに移籍した。2016-17シーズンはリーガ1のCSガズ・メタン・メディアシュに加入したが、半年でFKテプリツェに移籍。
2018年1月にFKムラダー・ボレスラフに完全移籍。同年7月24日にMŠKジリナに半年の期限付き移籍。2019年2月28日に釜山アイパークに期限付き移籍した。
2020年10月にAリーグに新規参入したマッカーサーFCに加入した。

## 代表歴
2011年にセルビアU-17代表として出場経験がある。
2018年1月にオーストラリアU-23代表として出場。
同年3月にオーストラリア代表に選出され、23日のノルウェー代表との親善試合でA代表初出場を記録した。

## 私生活
セルビア系オーストラリア人で、母語は英語。その他、セルビア語、リトアニア語、チェコ語、ルーマニア語も操るマルチリンガルである。
一歳年上にも同姓同名の選手がおり、よく混同されるが別人である。